# Кагоц
Ка́гоц или ка́хоц (арм. Քաղոց) — пятый месяц древнеармянского календаря. Кагоц имел 30 дней, начинался 9 декабря и заканчивался 7 января. Название месяца происходит от слова «срывать» («քաղել»).
Кагоц приходился на пик зимы. Название месяца по традиции связано с именем древнеармянского бога грома и молнии Ваагна, носившего прозвище «вишапаках» (арм. վիշապաքաղ), т.е. «истребитель драконов» или «драконоборец». В то же время «ках» (арм. քաղ) переводится как «козерог». Кроме того, в армянском языке слово «ках» имеет ещё одно значение - «пора спаривания скотины».